# Puspajaya
Puspajaya is een bestuurslaag in het regentschap Tasikmalaya van de provincie West-Java, Indonesië. Puspajaya telt 2627 inwoners (volkstelling 2010).